# Zuilen van geloof
Aqidah (Arabisch: عقيدة) is de islamitische term en interpretatie voor geloofsleer of credo. De soennitische geloofsleer wordt samengevat met de arkan al-iman (Arabisch: إيمان): de zuilen van het geloof.
Deze term wordt gebruikt voor de zaken die voor soennieten onomstotelijk dienen vast te staan. Daarmee is 'geloof' feitelijk een ontoereikende vertaling van 'iman'; het gaat volgens een soennitische moslim niet om iets dat in twijfel getrokken kan worden. Het afleggen van de geloofsgetuigenis impliceert namelijk tevens dat men overtuigd is van deze zuilen.
De zuilen van geloof zijn de volgende:
- de eenheid van God (tawhied)
- de engelen
- de geopenbaarde Boeken (de Tawrat, de Zaboer, de Indjil en de Koran)
- de profeten en de boodschappers
- de opstanding en de Dag des oordeels
- de Kadar (Voorbeschikking Gods). Dit is onder te verdelen in vier punten:
  - Gods Kennis. God weet alles van tevoren en heeft dat voorbeschikt
  - Gods Wil om iets te laten gebeuren of te laten ontstaan. Dit zal ongetwijfeld ook gebeuren of ontstaan
  - Gods Schepping van alle levende en niet-levende objecten: alles in (en eventueel buiten) het universum is met de wil en schepping van God tot bestaan gekomen
  - Gods Toestemming voor al het goede en het kwade (vanuit menselijke perceptie) dat tot stand komt.

Binnen de islam zijn er in de loop der jaren verschillen ontstaan in de geloofsleer, die hebben geleid tot meerdere stromingen in de islam.